# Brevibacterium linens
Brevibacterium linens é uma bactéria gram-positiva em forma de bastonete.
A maioria das cepas são pobres em ou livres de plasmídeos.
Originalmente isolado do queijo alemão remoudou, desempenha um papel importante na maturação da superfície de queijos.
É uma bactéria omnipresente na pele humana e é a causadora do odor característico do pé conhecido como chulé.
O odor familiar é devido a compostos com enxofre conhecidos por tioésteres s-metil.
Seu aroma também atrai mosquitos.
Em 2013 foi publicado o primeiro mapa proteômico referência compreensível de B. linens.

## Condições de vida
A bactéria é aeróbica e cresce na faixa de temperatura de 8 a 37 ° C, melhor entre 21 e 25 ° C e com um pH de 6,0 a 9,8 (ideal: 6,5-7,0).
A maioria das cepas tolera 15% de solução salina.

## Metabolismo
A Brevibacterium linens decompõe proteína e forma metanotiol a partir de L-metionina.
Para a formação de pigmentos vermelhos, os carotenóides, muitas cepas requerem luz.
As bacteriocinas desta espécie são chamadas linecinas.

## Uso comercial
Alguns queijos amadurecem com a ajuda da bactéria Brevibacterium linens, que cresce na superfície do queijo e quebra as proteínas a partir daí.
Devido ao crescimento de bactérias laranjas, esses queijos são chamados de queijo com manchas vermelhas.
Exemplos são o queijo limburger, remoudou, alguns queijos "Bierkäse" e queijos de leite azedo (como o queijo harzer).